# جامع (إلكترونيات)
الجامع (بالإنجليزية: Adder) دارة إلكترونية رقمية تجمع الأعداد. لا يقتصر استخدام الجامع المنطقي على وحدة الحساب والمنطق في المعالجات الدقيقة وغيرها من أنواع المعالجات الأخرى، ولكنه يمتد إلى أجزاء أخرى من المعالج لأن الجامع يحسب العناوين وفهارس الجداول ومشغلات الزيادة والنقص وغيرها من العمليات المشابهة.
معأن الجامع المنطقي يُبنى ليتوافق مع العديد من نُظم التمثيلات الرقمية، مثل نظام عشري مرمز ثنائيا أو نظام إكسيس-3، إلا أن أكثر نظام رقمي يُستخدَم الجامع فيه هو نظام الأعداد الثنائية. يمكن تعديل الجامع المنطقي، في حالة استخدام متمم ثنائي أو متمم أحادي،  ليصبح جامع طارح. ميزة أخرى لاستخدام المتمم الثنائي أو الأحادي هو عدم الحاجة لدوائر إضافية للتعامل مع الإشارة (سالب وموجب)، لأن ترميز الأعداد الصحيحة بإشارة [الإنجليزية] يتطلب الأخرى إضافة دارت منطقية إلى جانب الجامع ما يزيد من التعقيد.

## نصف الجامع

صورة متحركة تبين عمل نصف الجامع.

دارة منطقية لنصف جامع.

نصف الجامع (بالإنجليزية: Half Adder) دارة إلكترونية مؤلفة من بوابات منطقية تقوم بجمع رقمين ثنائيين مكون كل منهما من بت واحد. ولهذه الدارة مدخلان ومخرجان يمثل  المخرج الأول نتيجة الجمع والثاني يمثل الحمل.
يمكن توضيح عمل نصف الجامع من خلال جدول الحقيقة التالي:
| المدخلات | المدخلات | المخرجات | المخرجات |
| -------- | -------- | -------- | -------- |
| A        | B        | Cout     | S        |
| 0        | 0        | 0        | 0        |
| 0        | 1        | 0        | 1        |
| 1        | 0        | 0        | 1        |
| 1        | 1        | 1        | 0        |

## الجامع التام

صورة محركة لكيمية عمل جامع تام

دارة جامع تام مُنفَّذة باستعمال بوابات منطقية

الجامع التام، أو الجامع التام مع الحمل، (بالإنجليزية: Full Adder) على أنه دارة إلكترونية لها ثلاثة مداخل ومخرجان تُستخدم لجمع ثلاثة أرقام كل منها مؤلف من بت واحد.
يعمل الجامع التام وفق جدول الحقيقة التالي:
| المدخلات | المدخلات | المدخلات | المخرجات | المخرجات |
| -------- | -------- | -------- | -------- | -------- |
| A        | B        | Cin      | Cout     | S        |
| 0        | 0        | 0        | 0        | 0        |
| 0        | 0        | 1        | 0        | 1        |
| 0        | 1        | 0        | 0        | 1        |
| 0        | 1        | 1        | 1        | 0        |
| 1        | 0        | 0        | 0        | 1        |
| 1        | 0        | 1        | 1        | 0        |
| 1        | 1        | 0        | 1        | 0        |
| 1        | 1        | 1        | 1        | 1        |

## انظر ايضاً
- كاشف التسلسل
- القلابات

### فهرس الإحالات
1. ↑  شابسيغ (2016)، ص. 85.
2. 1 2  وولارد (1983)، ص. 86.
3. ↑  شابسيغ (2016)، ص. 80.

### معلومات المراجع كاملة
- باري وولارد (1983)، الدوائر المتكاملة الرقمية والحاسبات، ترجمة: سمير إبراهيم شاهين، مراجعة: أحمد عزيز كمال، القاهرة: دار ماكجروهيل للنشر، OCLC:4770909332، QID:Q123783960
- عمر شابسيغ؛ أميمة الدكاك؛ نوار العوا؛ هاشم ورقوزق (2016)، معجم مصطلحات الهندسة الكهربائية والإلكترونية والاتصالات (بالعربية والإنجليزية)، دمشق: مجمع اللغة العربية بدمشق، QID:Q108405620